# Station Grodzie
Station Grodzie was een spoorwegstation in de Poolse plaats Grodzie (Vogelsang in Ostpreussen).